# Rob Tazelaar
Rob Jan Tazelaar (Utrecht, 14 mei 1937) is een Nederlands voormalig politicus namens de PvdA.
Voordat hij de politiek in ging was Tazelaar werkzaam in verschillende bedrijven in de landbouw, bijvoorbeeld bij de Commissie Europese Gemeenschap. Hij werd in 1968 lid van de PvdA en vervulde in de zeventiger jaren enkele partijpolitieke functies. Voor zijn lidmaatschap van de PvdA was hij lid van de VVD en D66 geweest. Met name zijn voormalige lidmaatschap van de VVD zorgde ervoor dat hij als een wat atypisch PvdA-lid werd gezien.
In 1981 werd hij lid van de Tweede Kamer, waar hij voor zijn partij woordvoerder op het gebied van landbouw werd. Samen met CDA-Kamerlid Jan van Noord nam hij het initiatief om de regelgeving voor huisvesting van legbatterijkippen te verbeteren.
In 1988 verliet hij de Tweede Kamer en keerde terug als lid van landbouwcommissies.
- Parlement.com: vg09llmsk8vd